# テレビ東京系土曜深夜ドラマ
テレビ東京系土曜深夜ドラマ（テレビとうきょうけいけいどようしんやドラマ）は、テレビ東京系列で土曜深夜に放送されていた連続ドラマ放送枠である。

## 概要
本枠の最初の作品は、1990年12月から1993年9月まで放送された『映画みたいな恋したい』。その後はしばらく放送がなかったものの、1997年開始の『エコエコアザラク』以降は特撮作品中心に放送されるようになったが、『仮面天使ロゼッタ』終了後は再度土曜深夜枠におけるドラマが消滅してしまう。
2000年代に入ると土曜深夜枠にドラマが放送されることはほとんどなかったが、2013年7月に『リアル脱出ゲーム密室美少女』で再開し、2013年10月クールの『東京トイボックス』並びに2014年1月クールの『大東京トイボックス』は『映画みたいな恋したい』以来のテレビ東京系列6局同時ネットとなった。
本枠の作品は、作品によって放送時間が異なる他、非ネットの放送局もある（放送時間やネット局は各作品の項参照）。

## 作品一覧
○は特撮ドラマ。

### 1990年
- 映画みたいな恋したい（12月22日 - 1993年9月25日）

系列局全局同時ネット。

### 1997年
- ○エコエコアザラク（2月1日 - 5月31日） 主演：佐伯日菜子

テレビ東京は18話で途中打ち切り。テレビ大阪は全26話放送。
- ねらわれた学園 (1997年のテレビドラマ)（8月3日 - 9月28日） 主演：村田和美、柏原収史、馬渕英里何
- 真・女神転生デビルサマナー（10月4日 - 1998年3月28日） 主演：正木蒼二、藤村ちか

### 1998年
- Jelly in the Merry-go-round（4月5日 - 6月28日） 主演：FLIP-FLAP
- ○仮面天使ロゼッタ（7月4日 - 9月26日） 主演：吉井怜

### 2007年
- おかわり飯蔵（1月6日 - 3月31日） 主演：木村祐一

### 2013年
- リアル脱出ゲーム密室美少女（7月20日 - 9月28日） 主演：荒井萌
- 東京トイボックス（10月4日 - 12月21日） 主演：要潤

系列局全局同時ネット。

### 2014年
- 大東京トイボックス（1月4日 - 3月29日） 主演：足立梨花

系列局全局同時ネット。
- 魔法★男子チェリーズ（6月21日 - 9月27日） 主演：A.B.C-Z